# STS-71-B
STS-71-B seria uma missão da NASA realizada pelo ônibus espacial Challenger. O lançamento estava previsto para 6 de dezembro de 1986, contudo foi cancelado após a destruição do mesmo ônibus espacial, em 28 de janeiro de 1986, na missão STS-51-L.

## Tripulação
| Comandante                    | Frederick H. Hauck 3º voo espacial         | Frederick H. Hauck 3º voo espacial         | Frederick H. Hauck 3º voo espacial         |
| Piloto                        | Richard O. Covey 1º voo espacial           | Richard O. Covey 1º voo espacial           | Richard O. Covey 1º voo espacial           |
| Especialista de missão 1      | Robert C. Springer 1º voo espacial         | Robert C. Springer 1º voo espacial         | Robert C. Springer 1º voo espacial         |
| Especialista de missão 2      | Norman E. Thagard 3º voo espacial          | Norman E. Thagard 3º voo espacial          | Norman E. Thagard 3º voo espacial          |
| Especialista de missão 3      | William F. Fisher 2º voo espacial          | William F. Fisher 2º voo espacial          | William F. Fisher 2º voo espacial          |
| Especialista de missão 4      | Anna T. Fisher 2º voo espacial             | Anna T. Fisher 2º voo espacial             | Anna T. Fisher 2º voo espacial             |
| Engenheiro militar espacial 1 | Charles Edward Jones, USAF 1º voo espacial | Charles Edward Jones, USAF 1º voo espacial | Charles Edward Jones, USAF 1º voo espacial |

## Objetivos
Missão planejada para o Departamento de Defesa dos Estados Unidos (DoD), cancelada após o desastre do Challenger.

## Curiosidades
Essa missão levaria o primeiro casal ao espaço: William Fisher e Anna Fisher.

## Referência
1. ↑  «Space Shuttle Shedule 1986» (PDF). Flight International. Consultado em 28 de fevereiro de 2008